# Operación Währung
La Operación Währung ("moneda" en alemán) fue una operación especial llevada a cabo como parte de Wacht am Rhein, es decir, la ofensiva alemana de las Ardenas durante la Segunda Guerra Mundial.
Un pequeño número de comandos alemanes se infiltraron en las líneas Aliados con uniformes estadounidenses. La intención de estos comandos era tomar algunos puentes sobre el río Mosa para su propio avance, sabotear y de esta manera perturbar las operaciones de abastecimiento aliadas. Todos los que fueron tomados como prisioneros de guerra, fueron ejecutados por el ejército estadounidense.
Esta operación no tuvo éxito. 